# G.I. 조

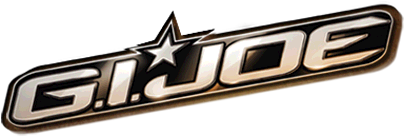
지.아이. 조 로고

지.아이. 조(G.I. Joe)는 미국의 장난감 회사 해즈브로가 판매하고있는 완구로, 피규어 본체 및 액세서리 관련 상품을 가리킨다. 완구의 크기는 약 12인치(29cm 전후)이다.

## 같이 보기
- 액션 피겨
- 지 아이 조의 이야기